# L’Aquila Rugby Club
L’Aquila Rugby Club – włoski klub rugby union z siedzibą w mieście L’Aquila, występujący w Campionato di Eccellenza, pięciokrotny mistrz kraju, dwukrotny zdobywca pucharu Włoch.
Zespół rozgrywa domowe spotkania na Stadio Tommaso Fattori.

## Historia
W rugby zaczęto w L’Aquila grać w 1936 roku, lecz prawdziwym ojcem zespołu został przybyly rok później Tommaso Fattori, na którego cześć został następnie nazwany miejscowy stadion. Drużyna rywalizowała wówczas w turniejach organizowanych przez Federazione Italiana Rugby, w jednym z nich plasując się w najlepszej czwórce na ponad pięćdziesiąt uczestników. Po zakończeniu drugiej wojny światowej zespół ponownie startował w towarzyskich turniejach, zaś pod koniec dekady przystąpił do rozgrywek ligowych. Po trzech latach spędzonych w niższych ligach awansował do najwyższej klasy rozgrywkowej. Kilka sezonów plasował się w drugiej części tabeli, lecz dzięki poświęceniu zawodników zaczął piąć się w górę ligowej hierarchii docierając do finału w sezonie 1958/59. Kilkuletni kryzys zakończył się jedenastą lokatą w sezonie 1963/64 i spadkiem do Serie B. Klub spędził w nim zaledwie rok, po czym zaczął odbudowywać swoją pozycję wśród elity. Pierwszy triumf w mistrzostwach kraju nastąpił w sezonie 1966/67, w kolejnym do obrony tytułu zabrakło zespołowi dwóch punktów. Sezon 1968/69 klub zakończył bez porażki, z dwudziestu dwóch spotkań punkty oddając remisami w czterech, zdobył zatem drugie scudetto. W latach siedemdziesiątych klub prócz lokat na podium mistrzostw kraju zdobył po raz pierwszy Puchar Włoch, sukcesy odnosiły też zespoły juniorskie. W sezonie 1980/81 drużyna zdobyła dublet, rok później broniąc tytułu mistrzowskiego, w kolejnych latach nadal plasowała się w czołówce. Na kolejny triumf klub czekał dwanaście lat, pokonał wówczas niespodziewanie faworytów z Amatori Milano. Pod wodzą Michaela Brewera zespół dotarł jeszcze do finału ligi w sezonie 1999/2000, występował także w europejskich pucharach, zaczął się jednak powolny spadek formy zakończony relegacją do zreorganizowanej Serie A w roku 2007. Wówczas to klub Polisportiva L’Aquila Rugby, pozostawiając zespoły juniorskie, wydzielił zawodową sekcję pod nazwą L’Aquila Rugby 1936, która w 2009 roku, po rezygnacji zespołu Capitolina, powróciła do Campionato di Eccellenza.
W kwietniu 2009 roku miasto nawiedziło trzęsienie ziemi, a pośród ponad trzystu ofiar był również zawodnik klubu, upamiętniony następnie memoriałem. Za postawę wykazaną w obliczu tego wydarzenia, m.in. pomoc w odgruzowywaniu, ratowaniu pacjentów szpitala czy budowaniu na stadionie schronienia dla pozbawionych dachu nad głową mieszkańców miasta, IRB przyznała klubowi Spirit of Rugby Award.

## Sukcesy
Prócz pięciu tytułów mistrza kraju oraz dwóch pucharów Włoch seniorów klub zdobył jeszcze dwanaście trofeów w kategoriach juniorskich.
- Mistrzostwo Włoch (5):  1966/67, 1968/69, 1980/81, 1981/82, 1993/94
- Puchar Włoch (2):  1972/73, 1980/81